# Велосипед с мотором

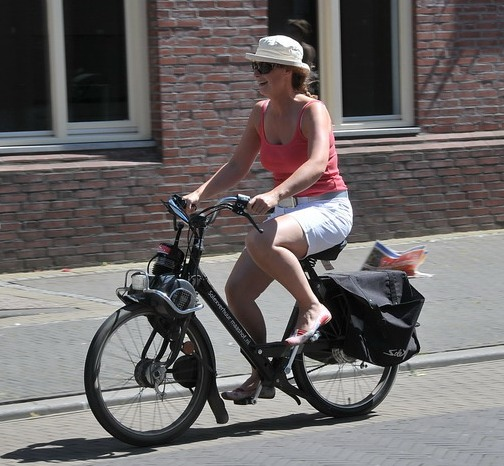
Велосипед с мотором фирмы VéloSoleX

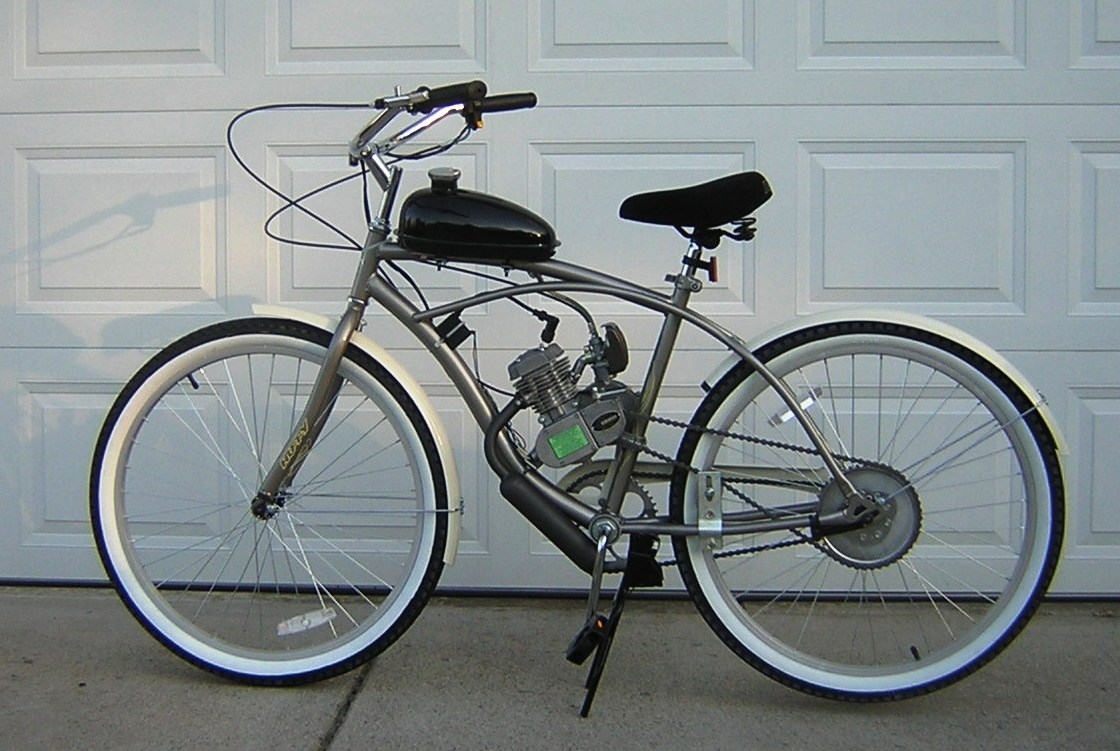
Велосипед с мотором

Велосипед с мотором или мотовелосипед — велосипед с подвесным двигателем, используемым для приведения транспортного средства в движение или для помощи езды на нём. Иногда классифицируемый как автомашина или класс гибридного транспортного средства, велосипед с мотором обычно приводится в действие маленькими двигателями внутреннего сгорания, если велосипед приводится в движение от электромотора, то он называется электровелосипедом. 
Многие велосипеды с мотором основаны на стандартных структурах и технологиях велосипеда, хотя есть обширные модификации для технологии велосипеда с двигателем.
В странах, где сильна велосипедная культура (особенно в Азии), велосипед с мотором особенно популярен. В 1996 г. в Шанхае было 370 000 велосипедов с мотором и 470 000 других транспортных средств.

## История велосипеда с мотором

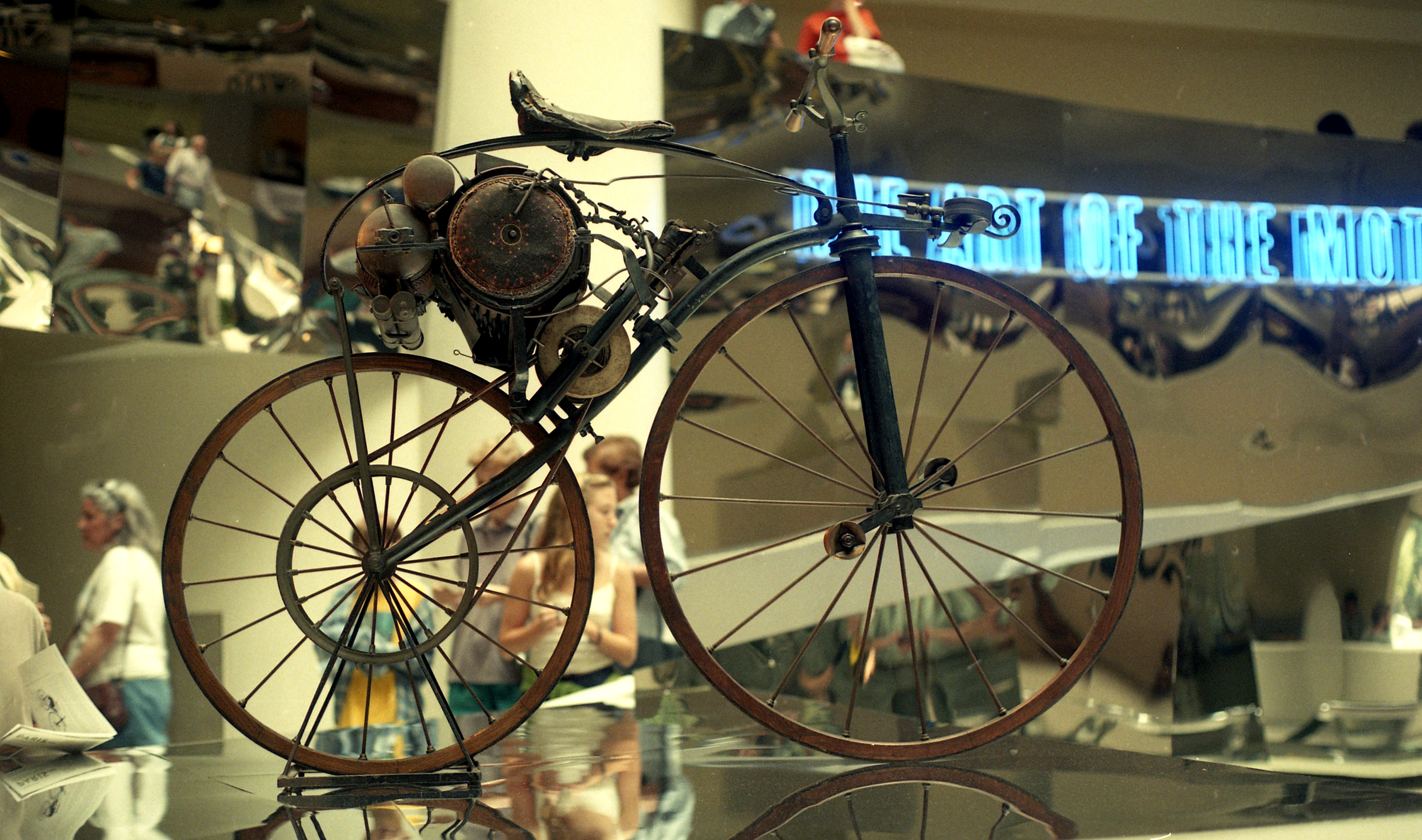
Паровой велосипед Пьера Мишо на спирту, педали на переднем колесе. 1869 год

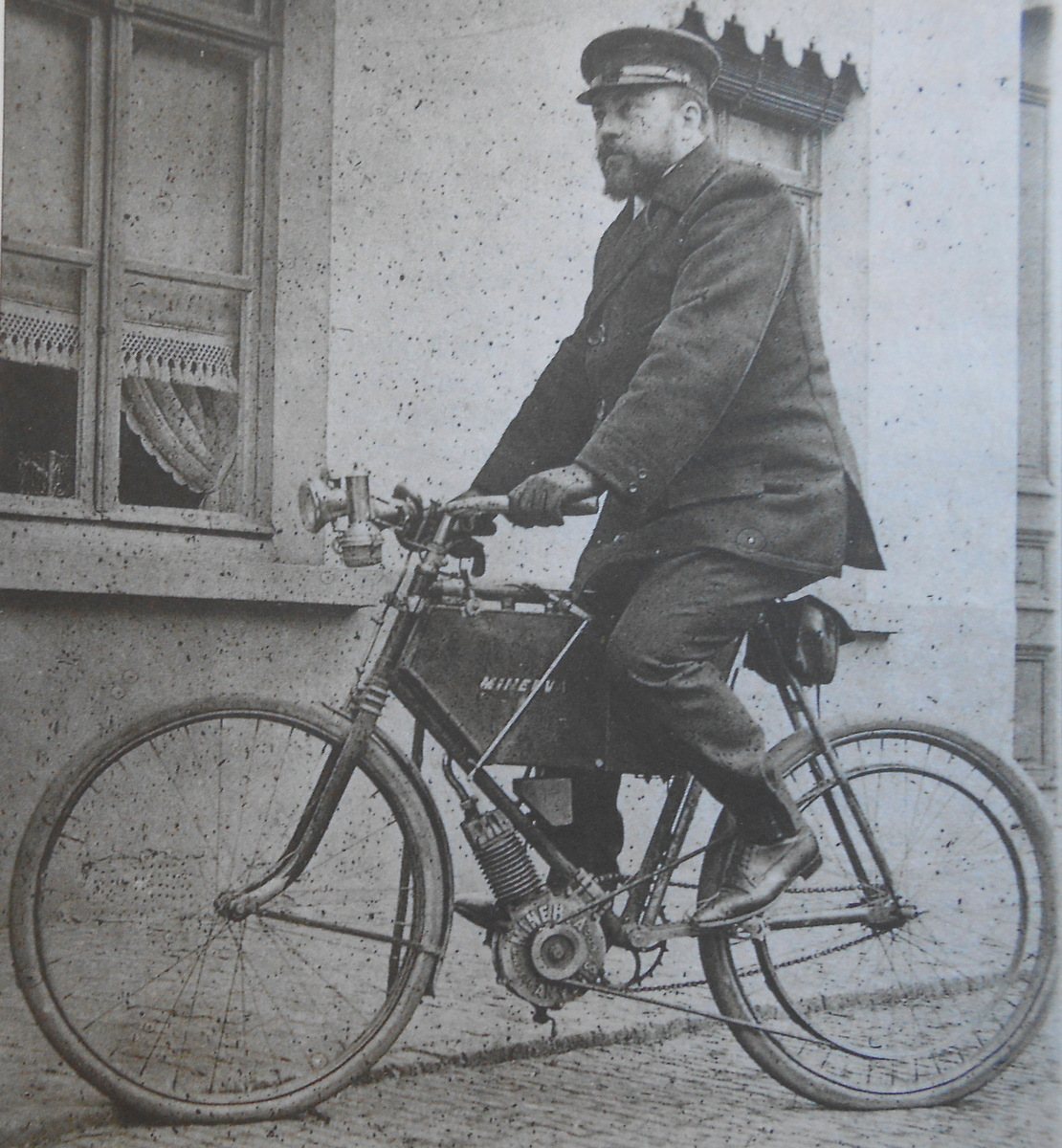
Велосипед с мотором 1903 года

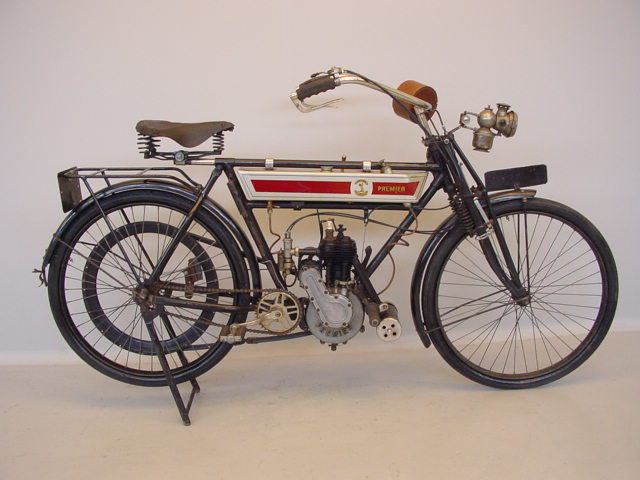
Велосипед с мотором (мотоцикл) 1912 года

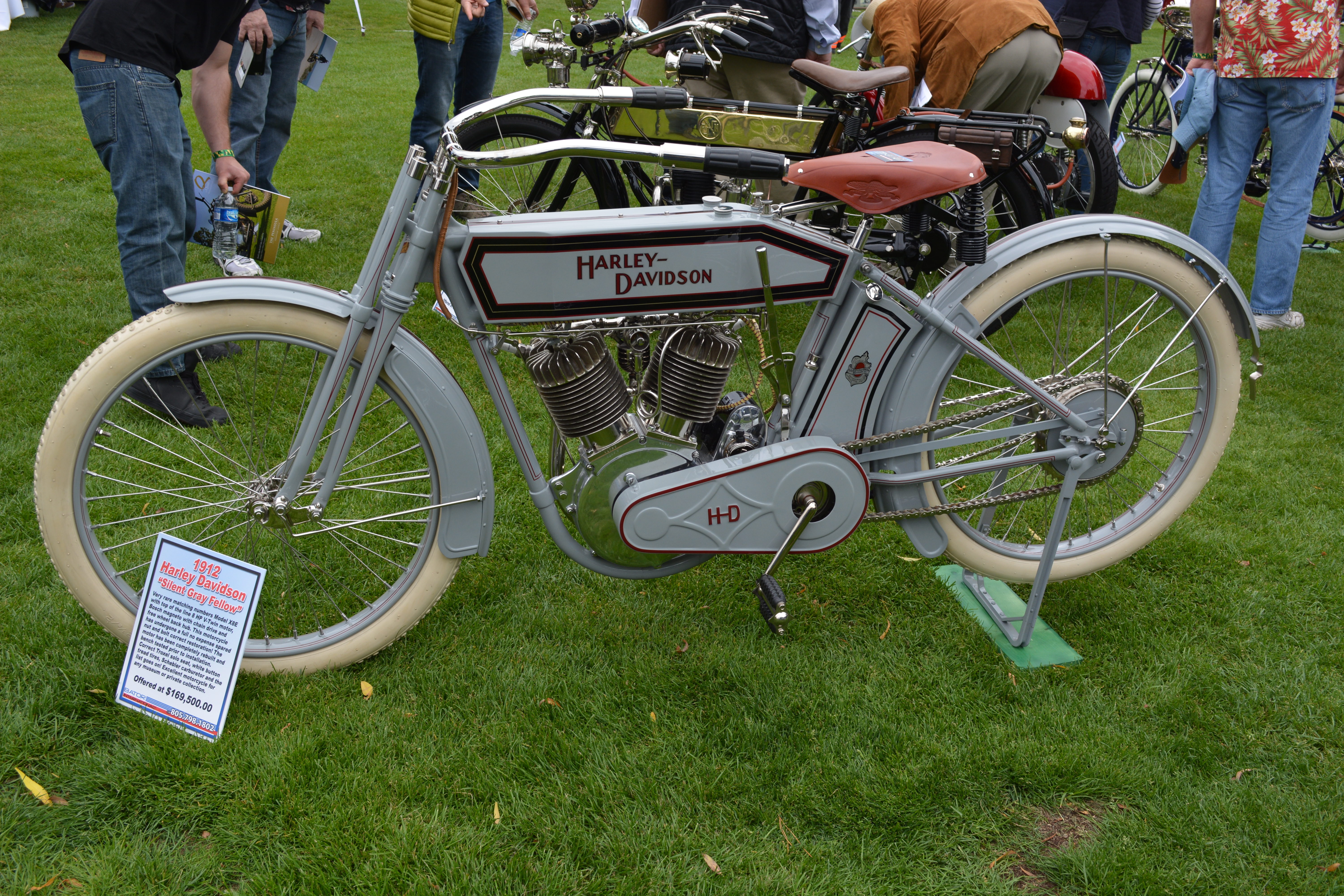
мотоцикл (велосипед с мотором) 1912 года

Первые велосипеды с мотором были паровыми.
Позже появились велосипеды с двигателем внутреннего сгорания на керосине и бензине. Первые мотоциклы фактически были велосипедами с мотором, позже на мотоцикле исчезла возможность передвигаться с помощью педалей, как на велосипеде.

## Использование педалей
Велосипеды с мотором отличаются от мотоциклов тем, что способны двигаться с помощью одних педалей, если требуется. У мотовелосипедов 2 пары звёздочек, одна пара для привода от двигателя, вторая пара от педалей.
У некоторых старых мопедов тоже есть педали, но они используются в основном только для запуска двигателя.
Фактическое использование педалей широко варьируется в зависимости от типа транспортного средства. Можно ездить только со включенным двигателем, если водитель не хочет крутить педали. Педали могут служить как дополнительная сила, например, при движении в гору, а также в качестве тормоза.

## Технические особенности
В общем установка двигателей не требует переработки велосипеда, но некоторые конструкции нуждаются в замене стандартных велосипедных деталей на специальные. Основными особенностями веломоторов является их малый вес, незначительная, но достаточная мощность, и малый расход горючего.

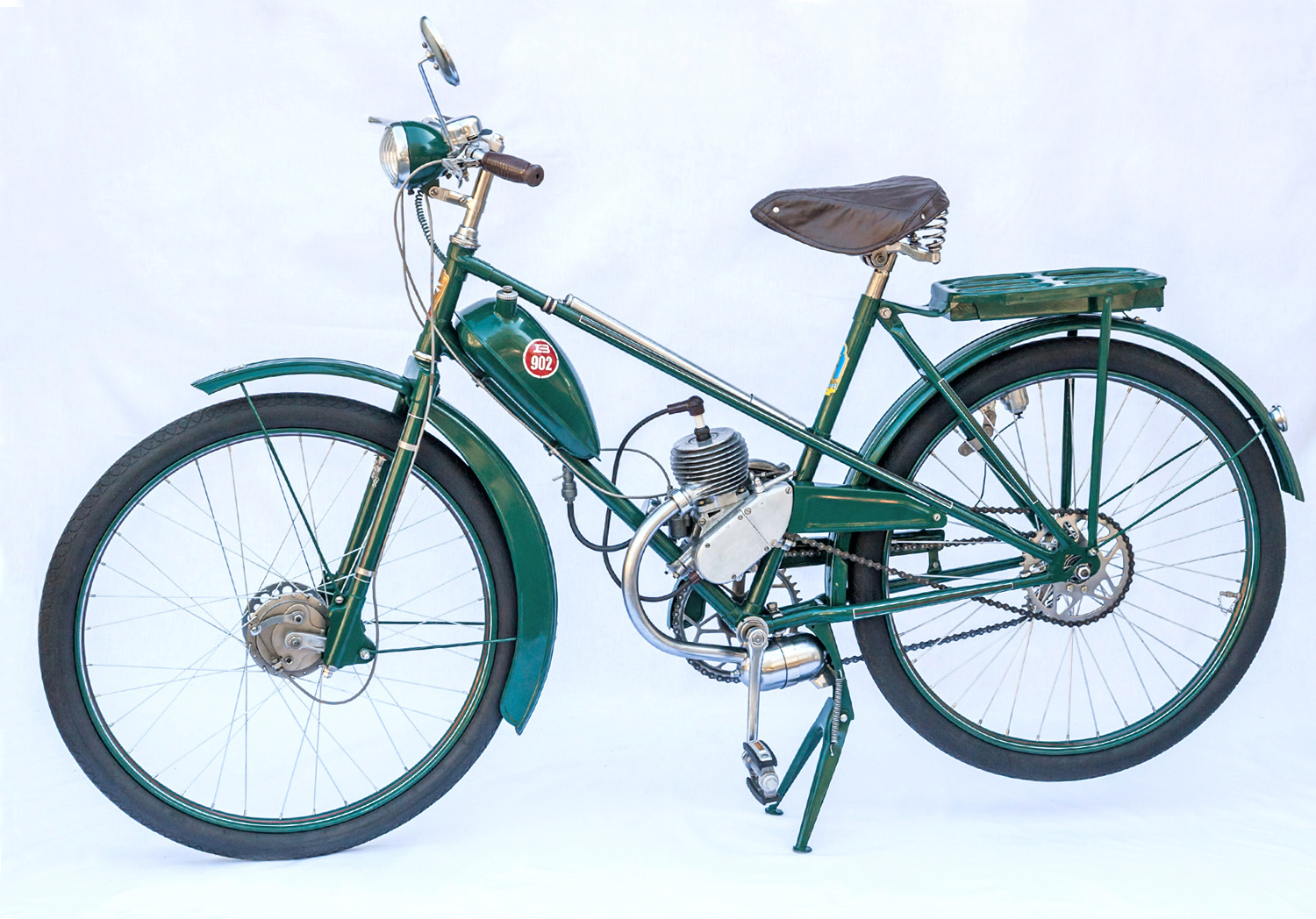
Мотовелосипед ЛВЗ В-902

Велосипед, оборудованный веломотором, позволяет пассажиру передвигаться по дорогам с помощью двигателя, а при необходимости — с помощью педалей, так как мотовелосипед имет две пары звёздочек, одна пара для мотопривода, вторая — для педалей. По техническому исполнению и способами крепления к велосипеду веломоторы очень разнообразны. Двигатель устроен очень просто, практически всегда — двухтактный карбюраторный, с просто устроенным карбюратором, охлаждение — воздушное за счёт естественного обдува оребрения цилиндра набегающим потоком воздуха, значительно реже используется маховик-вентилятор с кожухом-воздуховодом, как правило, имеет магдино-магнето с низковольтной обмоткой, предназначенной для работы фары с лампой накаливания, потому обмотка выдаёт переменный ток и выпрямителя нет. 
В СССР до появления мопедов (и самого термина «мопед»), ориентировочно в 1958—1961 гг., велосипеды и первые специализированные легкие транспортные средства, оснащённые односкоростными двигателями типа Д-4, называли мотовелосипедами. Например, мотовелосипеды ХВЗ В-901, Рига-13, ЛВЗ В-902.

## Электровелосипед
Электровелосипед (велосипед с электрическим двигателем) изобрели в XIX веке, но массово стали выпускать только в 1992 году, до этого были единичные экземпляры у энтузиастов.